# Швайченко, Андрей Анатольевич
Андре́й Анато́льевич Шва́йченко (род. 18 июня 1953, Харьков, УССР, СССР) — советский и российский военачальник. Командующий Ракетными войсками стратегического назначения (2009—2010), генерал-лейтенант (2003).

## Биография
После окончания с отличием в 1975 году Харьковского высшего военного командно-инженерного училища Ракетных войск имени Маршала Советского Союза Н. И. Крылова был направлен в 41-ю гвардейскую ракетную Львовско-Берлинскую (Алейскую) дивизию.
В 1985 году в должности начальника штаба — первого заместителя командира ракетного полка этой дивизии поступил в Военную академию имени Ф. Э. Дзержинского, по окончании которой с отличием в 1987 году был назначен командиром ракетного полка 62-й ракетной дивизии имени 60-летия СССР (г. Ужур-4).
В 1989—1993 годах — начальник штаба 62-й ракетной дивизии имени 60-летия СССР.
В 1993—1997 годах — командир 62-й ракетной дивизии имени 60-летия СССР.
В 1999 году окончил с отличием Военную академию Генерального штаба Вооружённых сил Российской Федерации.
В 1999—2001 годах — начальник штаба 4-го Государственного центрального межвидового полигона.
В 2001—2002 годах — первый заместитель начальника штаба РВСН.
В 2002—2006 годах — командующий 33-й гвардейской ракетной Бериславско-Хинганской армией (Омск).
В 2006—2009 годах — начальник штаба — первый заместитель командующего РВСН.
С августа 2009 года по июнь 2010 года — командующий Ракетными войсками стратегического назначения.
Женат. Воспитывает сына и дочь.

## Награды
- Орден «За военные заслуги» (2004)
- Орден «За службу Родине в Вооружённых Силах СССР» III степени (1989)
- медали
- «Заслуженный военный специалист Российской Федерации» (2007).
- Кандидат военных наук (2006).